# Warczewiczella wailesiana
Warczewiczella wailesiana é uma espécie de planta do gênero Warczewiczella e da família Orchidaceae. 

## Taxonomia
Os seguintes sinônimos já foram catalogados:  
- Warrea wailesiana  Lindl.
- Cochleanthes candida  (Lindl.) R.E.Schult. & Garay
- Cochleanthes digitata  (Lem.) R.E.Schult. & Garay
- Huntleya imbricata  Pinel
- Huntleya radicans  Linden
- Warczewiczella candida  (Lindl.) Rchb.f.
- Warczewiczella digitata  (Lem.) Barb.Rodr.
- Warrea candida  Lindl.
- Warrea digitata  Lem.
- Zygopetalum candidum  (Lindl.) Rchb.f.
- Chondrorhyncha wailesiana  (Lindl.) A.D.Hawkes
- Cochleanthes wailesiana  (Lindl.) R.E.Schult. & Garay
- Huntleya candida  (Lindl.) Hort.
- Huntleya wailesiae  B.S.Williams
- Warszewiczella wailesiana  (Lindl.) É.Morren
- Zygopetalum wailesianum  (Lindl.) Rchb.f.

## Forma de vida
É uma espécie epífita e herbácea. 

## Descrição
| Flor                           | Flor          |
| ------------------------------ | ------------- |
| cor da sépala e pétala         | creme a verde |
| comprimento da sépala e pétala | cerca de 2    |

## Conservação
A espécie faz parte da Lista Vermelha das espécies ameaçadas do estado do Espírito Santo, no sudeste do Brasil. A lista foi publicada em 13 de junho de 2005 por intermédio do decreto estadual nº 1.499-R. 

## Distribuição
A espécie é encontrada nos estados brasileiros de Bahia, Espírito Santo, Minas Gerais e São Paulo. 
A espécie é encontrada no domínio fitogeográfico de Mata Atlântica, em regiões com vegetação de floresta estacional semidecidual e floresta ombrófila pluvial.